# IBM AIX
AIX (Advanced Interactive eXecutive) — операційна система сімейства Unix компанії IBM.

## Історія
Перша версія AIX — AIX/RT 2 — вийшла в 1986 році і була побудована на базі UNIX System V Release 2 і Berkeley Software Distribution(5) 4.2 Extensions для перших RISC комп'ютерів IBM RT Personal Computer (остання версія — AIX/RT 2.2.1 1987).
Існувала версія для запуску в середовищі VM для мейнфреймів IBM System/370 під назвою AIX/370 (остання версія — AIX/370 1.2.1 1991).
У 1989 році була видана AIX/6000 V3, вона була призначена для нових RISC комп'ютерів IBM RS/6000, виданих[куди?] у 1990 році. Ця ОС у 1990 році разом з виданням версії 3.1 була перейменована в AIX.
У 1991 році представлена версія цієї ОС для сімейства IBM System/390 під назвою AIX/ESA (остання версія — AIX/ESA 2.2 1994).
Видавалася також версія для персональних комп'ютерів IBM PS/2 під назвою AIX PS/2 (остання версія — AIX PS/2 1.3 1992).
У 1998 році була невдала спроба разом із компанією SCO портувати AIX на процесор Intel Itanium (проєкт Monterey). Проєкт закрили із маркетингових міркувань.
AIX є стандартною[джерело?] ОС для комп'ютерів з процесорами Power і PowerPC сімейств IBM RS/6000 (1990-2000), а також IBM pSeries (починаючи з 2000 року) і називається сьогодні[коли?] AIX 5L (де літера L означає від англ. Linux Affinity — «Близькість до Лінуксу» — можливість використовувати в AIX програми для ОС Linux).

## Версії
Станом на 2016 рік були випущені такі версії:
| Дата             | Версія |
| 1986             | AIX 1 |
| 1987             | AIX 2 |
| 1989             | AIX 3 |
| 1990             | AIX 3.1 |
| 1993, вересень   | AIX 3.2.5 |
| 1993             | AIX 4.0 |
| 1994, липень     | AIX 4.1 |
| 1994, жовтень    | AIX 4.1.1, перше використання CDE як графічного інтерфейсу для AIX                                                                                |
| 1994             | AIX 4.1.2 |
| 1995, червень    | AIX 4.1.3, містить деякі частини CDE 1.0 |
| 1995, жовтень    | AIX 4.1.4, максимальний розмір файла до 2 Гбайт і 2 Гбайт оперативної пам'яті, файлова система до 64 Гбайт                                        |
| 1996             | AIX 4.1.5 |
| 1996, жовтень    | AIX 4.2, повна підтримка CDE 1,0, максимальний розмір файла до 64 Гбайтів і до 4 Гбайтів оперативної пам'яті, файлової системи до 128 Гбайтів     |
| 1994             | AIX 4.2.5, сертифікат безпеки BSI E3/F-C2 |
| 1997, жовтень    | AIX 4.3 |
| 1998, квітень    | AIX 4.3.1, сертифікація B1/EST-X Версія 2.0.1, максимальний розмір файла до 64 Гбайт і 16 Гбайт оперативної пам'яті, файлової системи до 1 Тбайта |
| 1998, жовтень    | AIX 4.3.2, 64 Гбайти і 32 Гбайти оперативної пам'яті                                                                                              |
| 1999, вересень   | AIX 4.3.3, максимальний розмір файла до 64 Гбайтів і 96 Гбайтів оперативної пам'яті, файлової системи до 1 Тбайта                                 |
| 2000             | AIX 5L |
| 2001, травень    | AIX 5L 5.1 до 32 процесорів і 512 Гбайтів оперативної пам'яті                                                                                     |
| 2002, жовтень    | AIX 5L 5.2 до 32 процессоров і 1024-ох Гбайтів оперативної пам'яті                                                                                |
| 2004, серпень    | AIX 5L 5.3 до 64 процессоров і 2048-и Гбайтів оперативної пам'яті                                                                                 |
| 2007, липень     | AIX 6 OpenBeta |
| 2007, листопад   | AIX 6.1 |
| 2010, 10 вересня | AIX 7 |
| 2010, жовтень    | AIX 7.1 |
| 2015, грудень    | AIX 7.2 |

## Object Data Manager
Object Data Manager (ODM) — база даних системної інформації, інтегрована у AIX, аналогічна за призначенням реєстрові Microsoft Windows.
Розуміння ODM є ключовим у системному адмініструванні систем AIX.
Дані у ODM зберігаються у вигляді об'єктів, з якими пов'язані атрибути. Взаємодія з ODM можлива за допомогою бібліотеки API для програм, а також за допомогою інструментів командного рядка, таких як odmshow, odmget, odmadd, odmchange і odmdelete. Для запиту і модифікації інформації у ODM також можна використовувати System Management Interface Tool і його AIX-команди.
Приклади інформації, що зберігається у базі даних ODM:
- Конфігурація мережі
- Конфігурація логічних томів
- Інформація про програми, інстальовані у системі
- Інформація про драйвери пристроїв
- Список пристроїв, що підтримуються AIX, а також опис апаратних пристроїв і їх конфігурація[уточнити]
- Меню, екрани і команди, використовувані SMIT